# Франция и Гражданская война в США

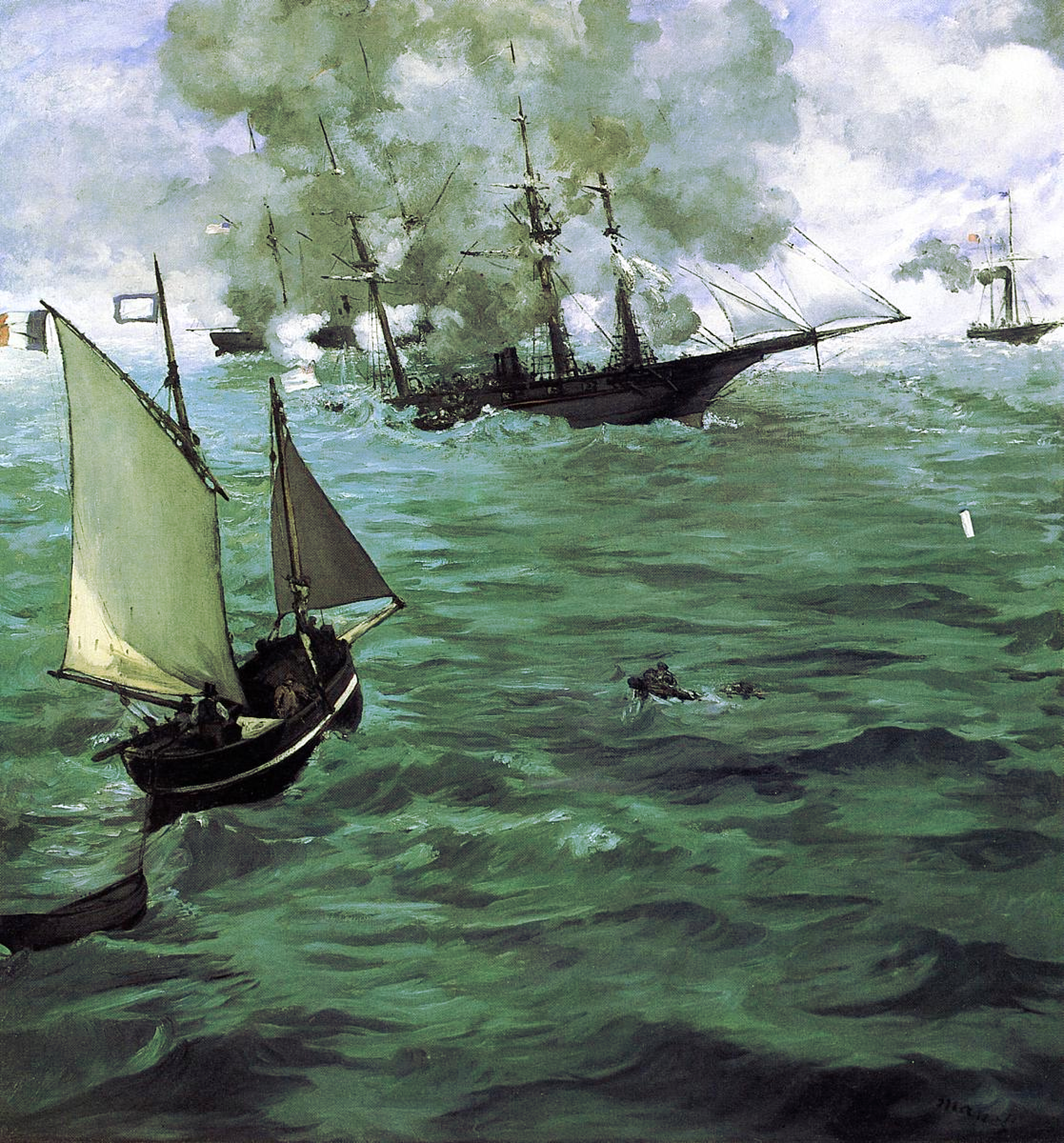
Победа Союза в битве при Шербуре в 1864 году

Вторая французская империя оставалась официально нейтральной в ходе Гражданской войны в США и не признала Конфедеративные Штаты Америки. Соединённые Штаты Америки предупредили, что признание будет означать войну. Франция хотела выступить против Союза, не без британского сотрудничества, но Лондон отверг интервенцию.
Император Наполеон III понимал, что война с США без союзников «нанесёт вред» Франции. Тем не менее текстильная промышленность нуждалась в хлопке, а у Наполеона были имперские амбиции в Мексике, чему могла бы помочь Конфедерация. В то же время другие французские политические лидеры, такие как министр иностранных дел Эдуард Тувенель, поддержали Соединённые Штаты.

## Общественное мнение

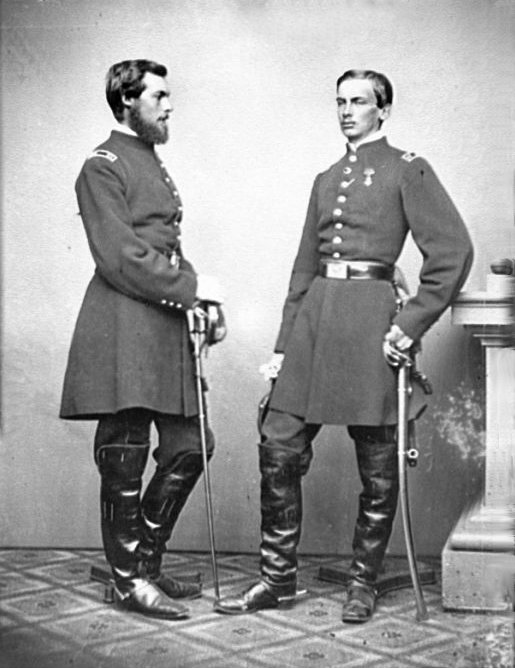
Филипп и его брат, Роберт Орлеанский, служили офицерами Союза

Одновременно 22 политические газеты Парижа выразили общее мнение французского общества, а именно: его позиция в отношении войны определялась демократическими ценностями, политикой Наполеона III в Мексике и предсказанием конечного результата войны. Такие вопросы, как рабство; Инцидент с судном Trent, (касавшееся Великобритании) и экономические последствия для французской хлопковой промышленности не повлияли на издателей газет. Их позиции на войне определили ответы на подобные вопросы. Конфедерация была поддержана консервативными сторонниками Наполеона III, легионерами-Бурбонами и католическими интересами. Союз поддерживал республиканцев и орлеанцев (тех, кто хотел преемника Луи Филиппа на троне).
Между 1861 и 1865 годами блокада портов южан, организованная Союзом, значительно уменьшила поставки хлопка французским текстильным фабрикам, что привело к хлопковому дефициту. К 1862 году заводы в Эльзасе, Нор-Па-де-Кале и Нормандии были вынуждены удвоить цены на производимые ими хлопковые изделия, а также возникла необходимость сокращения персонала. В результате многие французские промышленники и политики пожелали Конфедерации быстрой победы.

## Правительственная политика

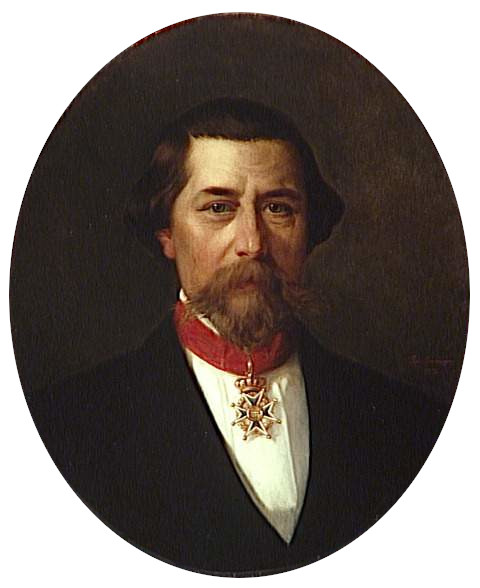
Пьер-Поль Пекке дю Бель, неофициальный дипломатический агент Конфедерации во Франции

Французское правительство считало американскую войну относительно незначительной проблемой, в то время как Франция была отвлечена многочисленными дипломатическими проблемами в Европе и во всем мире. Император Наполеон III интересовался Центральной Америкой как торговой зоной, и планами трансокеанского канала. Он знал, что США категорически против его постройки, а Конфедерация допустила бы создание новой империи в Мексике, где французские войска высадились в декабре 1861 года.
Уильям Л. Дейтон, американский посол во Франции, встретился с министром иностранных дел Франции Эдуардом Тувенелем — сторонником Союза. Именно он в начале войны убедил Наполеона временно отложить уже подготовленный акт о дипломатическом признании независимости Конфедерации. Несмотря на свой первоначальный успех, Тувенель ушел в отставку в середине 1862 года. Возможность войны с США увеличило шансы на победу  Пруссии, если та «откроет» второй фронт против Франции, но уже в Европе. Данный факт не позволял имперскому правительству рассчитывать на победу в случае войны на два фронта, даже если они будут на разных континентах..
Представитель Конфедерации в Париже Джон Слиделл предложил Наполеону III поставлять во Францию крупные партии хлопока-сыреца с Юга с «уценкой», если тот признает суверенитет Конфедерации и предоставит военно-морскую помощь, направленную на уничтожение блокады. Граф Валевски и Эжен Руер согласились с ним, но британское неодобрение и особенно захват Союзом Нового Орлеана весной 1862 года привели к тому, что французская дипломатия выступила против плана. В 1864 году Наполеон III отправил своего доверенного лица, Томаса У. Эванса, в качестве неофициального посла к Линкольну и госсекретарю США Уильяма Сьюарду. Эванс убедил Наполеона, что поражение Юга неизбежно.
Слиделлу удалось договориться о займе в размере 15 000 000 долларов от Фредерика Эмиля д’Эрлангера и других французских капиталистов. Деньги использовались для покупки железных военных кораблей, а также военных поставок, которые приходились на контрабандистов.

## Инциденты и последствия
В соответствии со своим официальным нейтралитетом французское правительство отменило продажу чугунного CSS Stonewall незадолго до поставки в Конфедерацию в феврале 1864 года и перепродало судно в Датский флот. Корабль покинул Бордо для кругосветного круиза с датским экипажем в июне 1864 года. Однако датчане отказались принять корабль из-за разногласий по цене с кораблестроителем Л’Арманом. Л’Арман впоследствии тайно перепродал корабль к январю 1865 года Конфедерации, пока тот еще находился в море.
Франция восстановила нормальные дипломатические отношения с США в 1866 году и вывела свои войска из Мексики после расстрела французского ставленника.